# 石森孝志
石森 孝志（いしもり たかゆき、1957年（昭和32年）8月8日 - ）は、日本の政治家。元東京都八王子市長（第29・30・31代）。
東京都議会議員（2期）、八王子市議会議員（3期）を務めた。
息子が、タレントの福田彩乃と結婚したことをテレビ番組で明かした。

## 来歴
東京都八王子市生まれ。八王子市立加住小学校、明星中学校・高等学校、明星大学人文学部経済学科卒業。東京都経済農業協同組合連合会（現全国農業協同組合連合会）職員やゴルフ練習場業を経て、八王子市議会議員を3期務める。
2005年（平成17年）、東京都議会議員選挙に自由民主党公認で立候補し初当選。2009年（平成21年）に再選。

### 2012年八王子市長選挙
2011年（平成23年）11月24日、前八王子市長の黒須隆一が定例記者会見で次期市長選に出馬しないことを表明。黒須は後継者として石森を指名した。2012年（平成24年）1月22日に行われた八王子市長選挙に「黒須市政の継続」を訴え、無所属・自由民主党・公明党推薦で立候補。自民党を離党した前市議の両角譲、東京土建労働組合八王子支部書記の峯岸益生を退け初当選。
※当日有権者数：450,659人 最終投票率：34.95%（前回比：＋0.58pts）
| 候補者名 | 年齢 | 所属党派 | 新旧別 | 得票数   | 得票率 | 推薦・支持                     |
| -------- | ---- | -------- | ------ | -------- | ------ | ------------------------------ |
| 石森孝志 | 54   | 無所属   | 新     | 74,273票 | 48.05% | （推薦）自由民主党・公明党     |
| 両角譲   | 49   | 無所属   | 新     | 62,673票 | 40.55% | （推薦）みんなの党             |
| 峯岸益生 | 63   | 無所属   | 新     | 17,619票 | 11.40% | （推薦）日本共産党・社会民主党 |

### 2016年八王子市長選挙
2016年（平成28年）1月24日に行われた八王子市長選挙に、現職で無所属、自由民主党・公明党推薦で立候補。無所属、日本共産党・社会民主党推薦で立候補した新人の五十嵐仁を退け再選。
※当日有権者数：451,641人 最終投票率：32.60%（前回比：＋0.93pts）
| 候補者名 | 年齢 | 所属党派 | 新旧別 | 得票数   | 得票率 | 推薦・支持                     |
| -------- | ---- | -------- | ------ | -------- | ------ | ------------------------------ |
| 石森孝志 | 58   | 無所属   | 現     | 93,641票 | 64.38% | （推薦）自由民主党・公明党     |
| 五十嵐仁 | 64   | 無所属   | 新     | 51,811票 | 35.62% | （推薦）日本共産党・社会民主党 |

### 2020年八王子市長選挙
2019年（令和元年）12月13日、石森と元市議の高木順一が記者会見を開き、それぞれ市長選に立候補する意向を表明した。同月、弁護士の白神優理子も出馬表明を行った。その後、矢内東紀が代表を務める団体「しょぼい政党」公認の小柳次郎が出馬表明を行った。2020年（令和2年）1月26日執行の市長選で3選。
※当日有権者数：466,207人 最終投票率：31.46%（前回比：－1.14pts）
| 候補者名   | 年齢 | 所属党派     | 新旧別 | 得票数   | 得票率 | 推薦・支持                                                                         |
| ---------- | ---- | ------------ | ------ | -------- | ------ | ---------------------------------------------------------------------------------- |
| 石森孝志   | 62   | 無所属       | 現     | 78,372票 | 54.12% | （推薦）自由民主党・国民民主党・公明党                                             |
| 白神優理子 | 36   | 無所属       | 新     | 47,426票 | 32.75% | （推薦）立憲民主党東京都連、日本共産党（支持）八王子・生活者ネットワーク、新社会党 |
| 高木順一   | 65   | 無所属       | 新     | 15,602票 | 10.77% |                                                                                    |
| 小柳次郎   | 54   | しょぼい政党 | 新     | 3,403票  | 2.36%  |                                                                                    |

2023年（令和5年）9月25日、市議会定例会本会議で「公約として『市長の任期は最長3期12年』と掲げていた。今期限りで退きたいと考えている」と述べ、2024年（令和6年）1月21日に執行される予定の次期市長選に出馬しないことを表明した。市長選においては石森の後継指名を受けた元東京都庁職員の初宿和夫が初当選を果たした。

## 市政
- 2020年（令和2年）5月29日、新型コロナウイルス対策の財源に充てるため、自身と副市長、教育長、常勤の監査委員、固定資産評価員の6月期末手当を20％減額する条例案を市議会臨時会に提出した。同日、同条例案は可決された[14]。